# Guillemó
Guillemó fou comte de Rasès i de Conflent (814-827).
També se'l coneix amb el nom de Guillemundus. El seu nom li va ser donat en honor del seu avi Guillem I el Sant, comte de Tolosa, però amb la terminació "mundus", probablement per influència de Khunegunda, una dama d'origen got, esposa de Guillem.
Fill de Berà I, comte de Barcelona i Romil·la. Cap al 814 el seu pare li va confiar el govern del comtat de Rasès, que llavors també incloïa el comtat de Conflent. En ser Berà desituït dels seus càrrecs, el 820, Guillemó va esdevenir comte per dret propi fins almenys el 827.
El 826 es va unir a la Revolta d'Aissó contra el nou comte Bernat de Septimània. Derrotada la revolta, Guillemó probablement va marxar a l'exili a Còrdova potser després d'un breu intent (un any i uns mesos) de resistir a les muntanyes de Rasès. Els seus comtats van anar a parar a les mans de Gaucelm, comte de Rosselló i Empúries i germà de Bernat.
S'afirma que podria haver mort a Còrdova, però les circumstàncies són incertes.